# Pierre de Fécamp
Pierre de Fécamp, mort vers 1246, est un chroniqueur normand.
On doit à Pierre de Fécamp, qui était moine, un fragment de chronique ayant pour titre Chronicon Fiscanense ab anno Christi primo ad 1220, cum appendice Brennacensi ad 1246, ex veretribus membranis quæ penès me sunt.
Pierre d'Abernon a rédigé La lumere as lais (« La lumière des laïques ») à partir d’un ouvrage de lui.

## Sources
- Noémi Noire-Oursel, Nouvelle Biographie normande, Paris, Picard, 1886, p. 353